# Czelin
Czelin (Duits: Zellin) is een plaats in het Poolse district  Gryfiński, woiwodschap West-Pommeren. De plaats maakt deel uit van de gemeente Mieszkowice en telt 420 inwoners.